# Вишівка
Вишівка (біл. вёска Вешеўка) — село в складі Березинського району Мінської області, Білорусь. Село підпорядковане Погостівській сільській раді, розташоване в східній частині області.

## Відомі особистості
В поселенні народився:
- Якоб Єрмалович (1910-1987) — білоруський прозаїк.